# Sint-Baafs
Sint-Baafs is een parochie en buurt in de Belgische stad Brugge, gelegen net ten westen van de historische binnenstad. De buurt maakt deel uit van het Sanderkwartier, in de deelgemeente Sint-Andries. De parochie behoort tot de dekenij Brugge-Stad. De patroonheilige van de parochie is Sint-Bavo. Diens feestdag wordt op 1 oktober gevierd.
Vanaf de tweede helft van de 19e eeuw en vooral tijdens de eerste helft van de 20e eeuw kende de wijk een grote bevolkingstoename. Het voorheen rurale gebied raakte in een snel tempo sterk verstedelijkt, beginnend langs de Torhoutse en Gistelse Steenweg en later - vooral tijdens de jaren 1930 - verder uitbreidend met tal van nieuwe straten.

## De parochie

### De oude Sint-Baafsparochie
De exacte datum van het ontstaan van de kerk is tot op vandaag niet gekend. Men vermoedt dat de kerk rond het begin van de 13e eeuw is opgetrokken. Deze zou uit de parochie van Sint-Salvator zijn ontstaan. De kerk was vermoedelijk gelegen op het huidige Sint-Baafspleintje, gelegen nabij de Diksmuidse heerweg en de Sint-Baafsstraat. In 1505 werden er 2 klokken in de toren geplaatst. In de kerk was een altaar dat gewijd was aan de heilige Antonius. Rond de kerk lag een kerkhof. In 1577 werden alle grote gebouwen die buiten de stadsmuren van Brugge gelegen waren afgebroken. Men probeerde zo te verhinderen dat de Geuzen de stad zouden belegeren. In 1610 kregen de inwoners van de parochie de toelating van hun bisschop om de kerk te herbouwen. De parochie beschikte echter niet over het nodige geld, deels omdat de parochianen binnen de muren van de stad waren gaan wonen, omdat deze meer bescherming boden tegen het oorlogsgeweld. In 1647 werd de Sint-Baafsparochie bij die van Sint-Salvators gevoegd en in 1796 bij die van Sint-Andries.

### De nieuwe Sint-Baafsparochie

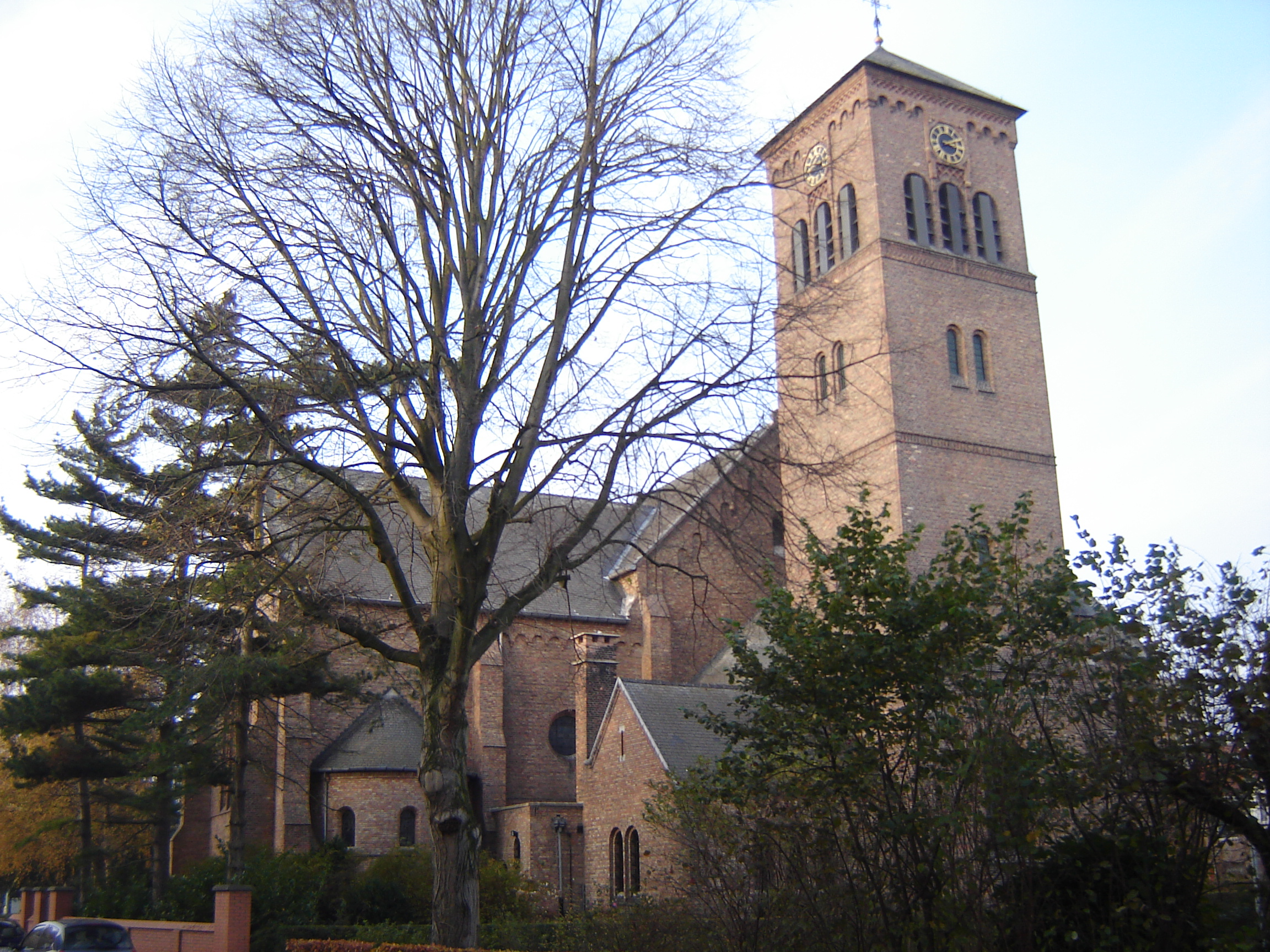
De Sint-Baafskerk

Op 11 december 1907 was er vraag naar een nieuwe parochie. De bewoners uit de wijk Petit Paris wilden een parochie die dichter bij huis was. Een aantal jaar later was de nieuwe Sint-Baafskerk geboren. Op zaterdag 16 februari 1912 besloot men de grenzen van de nieuwe parochie vast te leggen. Op 20 augustus van dit jaar verscheen de oprichting van de nieuwe parochie in het Staatsblad. Op 12 september werd de kerkfabriek opgericht met als leden: Emile Van Caillie, Alfons Gillemon-Decock en Eugène Deloof. Veertien dagen later werden Graaf Herwyn en Léopold Van Hoorickx benoemd. De bevolking van de nieuwe parochie telde ongeveer drieduizend inwoners. De eerste kerkdiensten werden gehouden in de kloosterkapel in de Zandstraat.
In 1957 besloot de bisschop om de grenzen van de parochie te wijzigen. Hierdoor kon de Sint-Baafsparochie zich uitbreiden tot aan de expresweg N31.

### Bouw van de nieuwe parochiekerk
In 1909 werd een plan uitgewerkt om de grond, die door de gemeente gratis ter beschikking was gesteld te verkavelen. De kerk zou gebouwd worden langs de Sint-Ewoudsstraat. In 1913 werd architect Carette uit Kortrijk aangesteld om een voorontwerp te maken van de nieuw te bouwen kerk, in zuivere neogotische stijl. Een paar maanden later werd het plan besproken. Men kwam onder meer tot de vaststelling dat de voorziene oppervlakte voor het kerkgebouw te klein was en dat de inplanting op de rooilijn van de Gistelse Steenweg niet gunstig was omwille van het lawaai. Men besloot de kerk te situeren in het midden van de verkaveling en een grotere oppervlakte te voorzien.
Ondertussen rees er tussen het gemeentebestuur en de leden van de kerkfabriek onenigheid. De gemeente had voor de stichting van de parochie de grond verworven en een verkavelingszone voorzien. De kerkfabriek wilde vermijden dat grond en gebouw aan verschillende eigenaren zouden toebehoren. Uiteindelijk werd de zaak bijgelegd en zou de grond aan de kerkfabriek worden afgestaan, die voor één derde zou tussenkomen in de bouw van de kerk; de staat en de provincie voor elk één zesde en het gemeentebestuur voor één derde. Indien de gemeente dit voorstel niet zou aanvaarden, zou de kerkfabriek afstand doen van haar rechten tot bouwen en zou de gemeente alles zelf moeten bekostigen.
Toen men wou aanvangen met de bouw van de kerk in augustus 1914 begon de Eerste Wereldoorlog. De bouw van de nieuwe kerk werd voorlopig uitgesteld. In 1916 werd de voorlopige kerk uitgebreid met twee nissen om er de biechtstoelen in te plaatsen. Na de oorlog, in oktober 1919, werd een sacristie bijgebouwd. Tien jaar later werd ter gelegenheid van de zendingsdagen in de voorlopige kerk een maquette van de nieuwe kerk tentoongesteld. Op 24 november 1929 keurde de kerkraad het plan van de nieuwe kerk goed. Een maand later verleende de gemeenteraad haar goedkeuring. De plannen werden gemaakt door Jozef en Luc Viérin.
Er was een middenbeuk voorzien, zonder zijbeuken, met de toren achter het koor. Op deze wijze zou het hoofdaltaar altijd zichtbaar zijn vanuit de kerk. Deze kerk werd in neo-romaanse stijl opgetrokken. In de lente van 1933 ging men over tot de aanbesteding. Aannemer Verhaeghe uit Loppem mocht de werken uitvoeren voor de som van 911.949 BEF. Op 30 juni gingen de bouwwerken van start. Uiteindelijk werd de kerk op 16 september 1934 in gebruik genomen, bijna 22 jaar na de oprichting van de parochie. De plechtige kerkinwijding had plaats op 11 oktober 1937. De relieken van de heilige martelaren Maximus en Osmundus werden in het hoofdaltaar ingemetseld door Mgr. Lamiroy. Meteen werd het 25-jarig bestaan van de parochie luisterrijk gevierd.

### Wapenschild
Het wapenschild van de Sint-Baafskerk was een zilveren valk; deze was het kenteken van Sint-Bavo.

### Pastorie
In 1931 werd door de gemeente Sint-Andries een nieuwe pastorie gebouwd. De architecten J. en L. Viérin tekenden de plannen. August Vanhalme was de aannemer. Op 26 oktober 1931 nam pastoor Vanden Berghe er zijn intrek.

## De wijk
De wijk kent een sportief verleden omwille van de voormalige stadions van zowel Club Brugge als Cercle Brugge die er gelegen waren.
Op de plaats waar nu de Sint-Baafskerk staat, lag vroeger het "Rattenplein", het eerste terrein waar Club Brugge in zijn beginjaren zijn thuiswedstrijden afwerkte, tot het in 1912 verhuisde naar De Klokke. Het werd oorspronkelijk gebruikt om foxterriërs op ratten te laten jagen, een soort dierengevechten die in de 19de eeuw erg populair was. Het was een vrij groot omheind terrein, dat zelfs van een kleine tribune was voorzien. Vanaf het eind van de 19de eeuw werd het verhuurd aan Club.
Ook Cercle speelde in zijn beginjaren op enkele locaties in de wijk: van 1901 tot 1911 op een terrein aan de Gistelse Steenweg, tegenover de herberg Petit Paris, van 1912 tot 1923 op een terrein iets verderop, nabij de Canadasquare, en van 1923 tot 1975 opnieuw enkele honderden meters verderop, in het Edgard De Smedtstadion, waar later het Edgard De Smedtplantsoen en het multifunctioneel theater- en concertcomplex Magdalenazaal tot stand kwamen.
De beide vroegere stadia werden afgebroken, voor bewoning bestemd (met enkele begeleidende bestemmingen) en in de jaren 1980-2000 verkaveld. 

### Verkeer en vervoer
De belangrijkste verkeersassen in de wijk zijn de Torhoutse Steenweg (N32) en de Gistelse Steenweg (N367), die, met nog enkele andere straten, samenkomen op de Canadasquare.
Lijnen 5, 15 en 25 van de Brugse stadsbussen bedienen Sint-Baafs, alsook voorstadslijn 53 en streeklijnen 52, 54 en 55.